# Straż Przednia

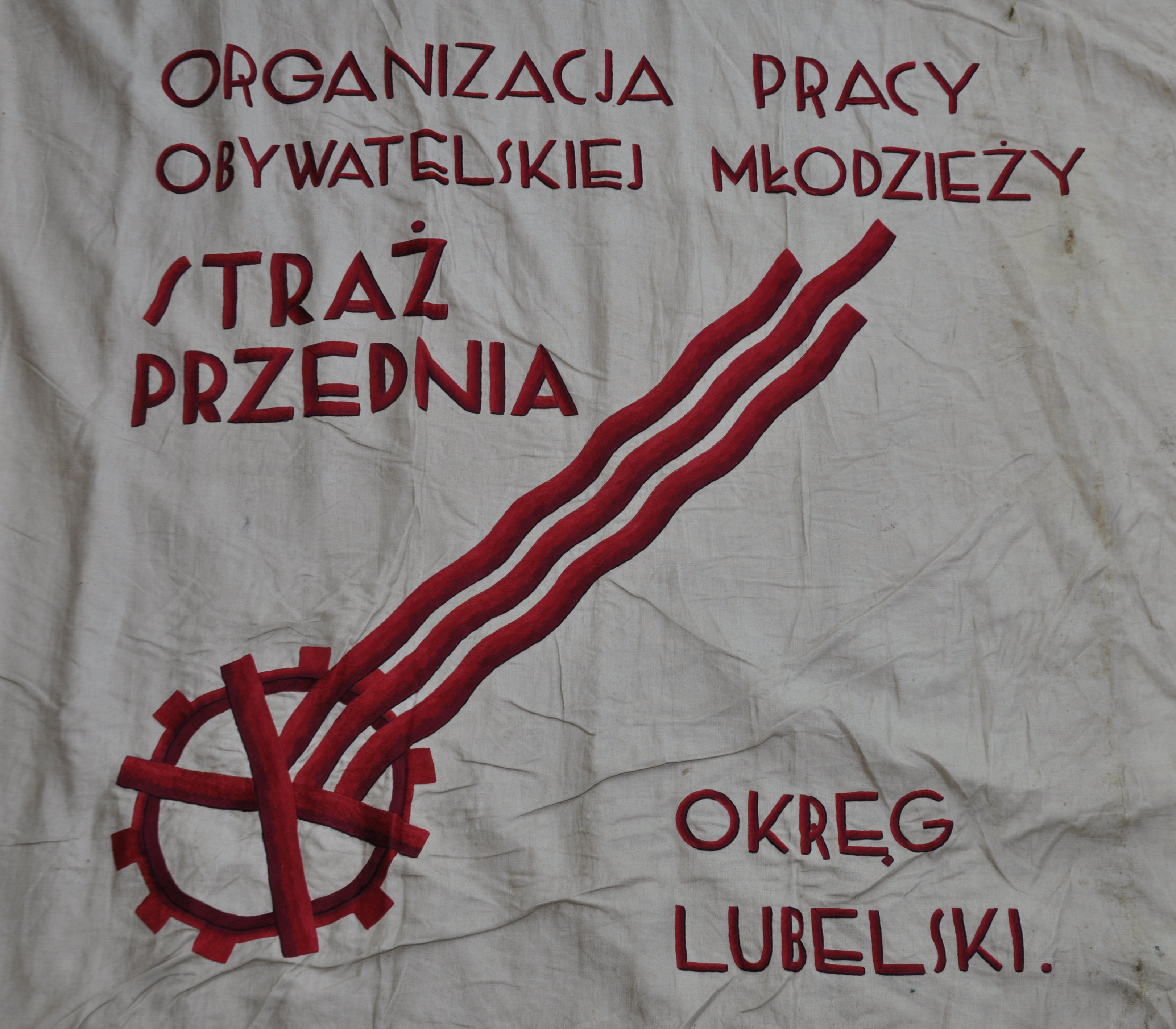

Straż Przednia (właśc. Organizacja Pracy Obywatelskiej Młodzieży „Straż Przednia”) – sanacyjna organizacja wychowania patriotycznego, założona w październiku 1932 z inicjatywy Janusza Jędrzejewicza przez Adama Skwarczyńskiego. W gronie założycieli znaleźli się ponadto Stanisław Poźniak, Wanda Prażmowska-Ivánka, Jan Pic de Replonge, Władysław Sieroszewski, Wiktor Drymmer. W. T. Martynowiczówna, Maria Uklejska. 
Straż wywodziła się z organizacji Alfa i Beta tworzonych w szkołach od 1927 w celu zwalczania wpływów endeckiej Narodowej Organizacji Gimnazjalnej. Skupiała młodzież szkół średnich, głównie gimnazjów i liceów ogólnokształcących, chociaż były także komórki organizacyjne w szkołach zawodowych (w roku szkolnym 1936/1937 rozpoczęto werbowanie kandydatów wśród młodzieży rzemieślniczej i studentów). Początkowo organizacja rozwijała działalność pozaszkolną, w późniejszym okresie została podporządkowana państwowej administracji oświatowej. Straż Przednia działała pod patronatem Ministerstwa Wyznań Religijnych i Oświecenia Publicznego. Minister Wyznań Religijnych i Oświecenia Publicznego zatwierdzał naczelnika organizacji i jej statut. Naczelnik SP był wybierany przez Radę Naczelną.
Organizacja miała charakter elitarny, gdyż nie można było do niej wstąpić z własnej inicjatywy, lecz przyjmowano na wniosek kierownika. Członkowie dzielili się na uczestników (uczniowie w wieku 15–21 lat) i pełnoletnich członków rzeczywistych; tylko tym drugim przysługiwała pełnia praw. Uczestnik, aby zostać członkiem rzeczywistym, musiał najpierw pełnić w organizacji funkcje instruktora, jednak nie każdy instruktor po osiągnięciu pełnoletniości stawał się członkiem rzeczywistym. Najwyższym organem SP była Rada Naczelna, której pierwszy skład stanowili założyciele; później uzupełniana była częściowo poprzez wybory (prezesi okręgów), częściowo przez kooptację. Rada powoływała Naczelnika i Naczelniczkę dla równoległych struktur męskich i żeńskich, nominacje te wymagały zatwierdzenia przez ministra oświaty. Naczelnicy powoływali członków Głównego Wydziału Wykonawczego, decydowali też o powołaniu naczelników okręgów, którzy przed nimi odpowiadali.
W 1935, po odejściu z rządu Jędrzejewicz przejął osobiście kierowanie Strażą, pozbawiona wsparcia władz organizacja popadała jednak w kryzys. Na przełomie 1936 i 1937 liczba członków zmniejszyła się o połowę. Kolejnymi kierownikami SP byli W. Sieroszewski, Witold Ipohorski-Lenkiewicz, Irena Posselt i Bolesław Wasylewski, Witold Dynowski, Marian Witkowski. 
Statut Straży Przedniej eksponował kwestię wychowania młodzieży w duchu czynnej służby Polsce. Początkowo SP głosiła „ideologię państwową” tzn. nadrzędność państwa i nieróżnicowanie obywateli ze względu na wyznanie i narodowość. W marcu 1937 organizacja zaakceptowała nacjonalizm, katolicyzm i radykalizm jako dominujące prądy w młodym pokoleniu oraz zgłosiła akces do OZN. 
Organizacja z założenia elitarna, nigdy nie przekroczyła liczby sześciu tysięcy członków (około 5 000 w 1935), jednak przez statutową i ideową wyrazistość stała się powszechnie znaną instytucją wychowawczą. Uzyskała sympatię dyrektorów wielu szkół, co skutkowało poparciem dla tworzenia komórek organizacyjnych. Ponieważ skupiała uczniów starszych klas, wymiana pokoleniowa następowała co roku. Przez osiem lat istnienia przez organizację przewinęło się kilkadziesiąt tysięcy młodych ludzi.
Członkostwo w Straży było często wstępem do późniejszej działalności w sanacyjnym Legionie Młodych. Organizacja dysponowała między innymi dwoma tytułami prasowymi: „Kuźnią Młodych” (1932–1936) i „W Młodych Oczach”.